# 1-j Ziabkin
1-j Ziabkin, także Pierwyj Ziabkin (ros. 1-й Зябкин, Первый Зябкин) – chutor w zachodniej Rosji, w sielsowiecie gustomojskim rejonu lgowskiego w obwodzie kurskim.

## Geografia
Miejscowość położona jest nad Sejmem (lewy dopływ Desny), 12 km od centrum administracyjnego sielsowietu (Gustomoj), 19 km na północny zachód od centrum administracyjnego rejonu (Lgow), 84 km na zachód od Kurska, 13 km od drogi regionalnego znaczenia 38K-017 (Kursk – Lgow – Rylsk – granica z Ukrainą) – część trasy europejskiej E38.
W chutorze znajduje się 17 posesji.
Klimat
Miejscowość, jak i cały rejon, znajduje się w strefie klimatu kontynentalnego z łagodnym ciepłym latem i równomiernie rozłożonymi opadami rocznymi (Dfb w klasyfikacji klimatów Köppena).

## Demografia
W 2010 r. chutor zamieszkiwało 20 osób.